# Phlogacanthus
Phlogacanthus là chi thực vật có hoa trong họ Acanthaceae.